# Cyanotis barbata
Cyanotis barbata är en himmelsblomsväxtart som beskrevs av David Don. Cyanotis barbata ingår i släktet Cyanotis och familjen himmelsblomsväxter. Inga underarter finns listade.